# Agrotis spiculifera
Agrotis spiculifera là một loài bướm đêm trong họ Noctuidae.